# Kvizorama
Kvizorama: hrvatska zagonetačka revija, hrvatski je zagonetački tjednik iz Zagreba. Prvi broj izašao je 28. prosinca 1991. godine. ISSN je 1330-8394. Glavni urednik je Boris Nazansky. Posebno izdanje lista bilo je Kvizoramin Srećko.